# Фотосистема (биология)

Световые реакции фотосинтеза.

Фотосистема представляет собой функциональную и структурную единицу белковых комплексов, которые осуществляют первичные фотохимические реакции фотосинтеза: поглощение света, преобразование энергии и перенос электронов. Фотосистемы находятся в тилакоидной мембраны растений, водорослей и цианобактерий (в растениях и водорослях они расположены в хлоропластах), либо в цитоплазматической мембране фотосинтезирующих бактерий. В общем случае все фотосистемы подразделяют на два типа — подобные фотосистеме II и подобные фотосистеме I.

## Реакционные центры
В центре фотосистемы находится реакционный центр, который представляет собой фермент, использующий свет, чтобы восстанавливать молекулы (создавать высокоэнергетические электроны). Этот реакционный центр находится в окружении светособирающих комплексов, которые обеспечивают более эффективное поглощение света.
Существует два типа реакционных центров фотосистем: реакционный центр I типа как в фотосистеме I (присутствует у зелёных серобактерий) и реакционный центр II типа как в фотосистеме II (есть у пурпурных несерных бактерий). Оба типа реакционных центров присутствуют в хлоропластах растений и цианобактериях.
Каждая фотосистема отличается по длине волны света, в которой наиболее активно поглощает её главный пигмент, отдающий электроны в цепь переноса (700 и 680 нм для ФСI и ФСII хлоропластов), количеству и типу светособирающих комплексов, а также терминальному акцептору электронов.
Фотосистемы I типа в качестве терминальных акцепторов используют ферредоксин-подобные белки с железосерным кластером, в то время как фотосистемы II типа переносят электроны на мембранорастворимый переносчик хинон. Оба типа реакционных центров присутствуют в хлоропластах растений и цианобактериях, где они работаю совместно, формируя уникальную цепь переноса электронов, которая делает возможным получение электронов из воды с образованием кислорода в виде побочного продукта.

## Структура
У эукариот фотосистема состоит из нескольких (>20 или >30) белковых субъединиц, которые обеспечивают место закрепления для ряда кофакторов. Кофакторами могут быть пигменты (например, хлорофилл, феофитин, каротиноиды), хиноны и железосерные кластеры.
У бактерий фотосистемы закреплены как правило непосредственно в клеточной мембране или её впячиваниях и состоят из голого реакционного центра, окружённого светособирающими комплексами и иногда небольшого количества дополнительных субъединиц. У пурпурных бактерий реакционный центр состоит из трёх субъединиц: L (англ. light), M (англ. medium) и H (англ. heavy). Субъединицы L и M несут на себе хромофоры, а субъединица H образует цитоплазматический домен. У Rhodopseudomonas viridis есть дополнительная не мембранная субъединица — четырёхгемовый цитохром (4Hcyt), расположенный со стороны периплазмы.
У зелёных серобактерий реакционный центр состоит из пяти субъединиц: PscA-D. Две субъединицы PscA димеризуются и вместе удерживают кофакторы, при этом каждая из них связывает по одной копии PscD и PscC, которая несёт гем. Субъединица PscB помещается в центре димера и связывает два железосерных кластера, которые передаю электроны на ферредоксин.